# Парламентские выборы в Германии (2013)
Парламентские выборы в Германии были проведены 22 сентября 2013 года. Был избран 631 член 18-го бундестага, федерального парламента Германии.

## Контекст выборов
На последних федеральных выборах 2009 года победила коалиция, в которую вошли Христианско-демократический союз (ХДС), её баварский филиал Христианско-социальный союз (ХСС) и Свободная демократическая партия (СвДП). Ангела Меркель заняла пост канцлера, а Гидо Вестервелле стал заместителем канцлера. Социал-демократическая партия (СДПГ) потерпела тяжёлое поражение, её лидер Франк-Вальтер Штайнмайер признал поражение и объявил о своём намерении стать лидером оппозиции в бундестаге. В выборах участвует новая партия «Альтернатива для Германии».

## Итоги
Согласно предварительным данным, наибольшее количество голосов набрал блок ХДС/ХСС во главе с Ангелой Меркель — 41,5 % (что стало лучшим результатом блока за последние 20 лет). СДПГ — 25,7 %, Левая партия — 8,6 % и Партия зелёных — 8,4 %. Однако после подсчета количества мест в бундестаге оказалось, что ХДС/ХСС имеет 311 мест из 631, то есть блоку не хватило 5 мест для получения большинства в 316 мест. Бывший партнер ХДС/ХСС по коалиции — Свободная демократическая партия — не сумела преодолеть 5-процентный барьер и пройти в парламент. Лишь после того как 76 % членов СДПГ во всех землях Германии одобрили коалицию с ХДС/ХСС на внутрипартийном референдуме, удалось сформировать «большую» коалицию из ХДС/ХСС и СДПГ.
Результаты выборов в бундестаг Германии 22 сентября 2013 года
|  | Христианско-демократический союз         | 16 233 642 | 37,2 % | ▲5,2 %  | 191 | ▲18 | 14 913 921 | 34,1 % | ▲6,9 %  | 64  | ▲43  | 255 | ▲61  |
|  | Социал-демократическая партия Германии   | 12 843 458 | 29,4 % | ▲1,5 %  | 58  | ▼6  | 11 247 283 | 25,7 % | ▲2,7 %  | 135 | ▲53  | 193 | ▲47  |
|  | «Левые»                                  | 3 585 178  | 8,2 %  | ▼2,9 %  | 4   | ▼12 | 3 752 577  | 8,6 %  | ▼3,3 %  | 60  | ▬0   | 64  | ▼12  |
|  | «Союз 90/Зелёные»                        | 3 180 299  | 7,3 %  | ▼1,9 %  | 1   | ▬0  | 3 690 314  | 8,4 %  | ▼2,3 %  | 62  | ▼5   | 63  | ▼5   |
|  | Христианско-социальный союз              | 3 544 079  | 8,1 %  | ▲0,7 %  | 45  | ▬0  | 3 243 355  | 7,4 %  | ▲0,9 %  | 11  | ▲ 11 | 56  | ▲ 11 |
|  | Свободная демократическая партия         | 1 028 645  | 2,4 %  | ▼7,1 %  | —   | ▬0  | 2 082 305  | 4,8 %  | ▼9,8 %  | —   | ▼93  | —   | ▼93  |
|  | «Альтернатива для Германии»              | 810 915    | 1,9 %  | ▲1,9 %  | —   | ▬0  | 2 052 372  | 4,7 %  | ▲4,7 %  | —   | ▬0   | —   | ▬0   |
|  | Партия пиратов Германии                  | 963 623    | 2,2 %  | ▲2,1 %  | —   | ▬0  | 958 507    | 2,2 %  | ▲0,2 %  | —   | ▬0   | —   | ▬0   |
|  | Национал-демократическая партия Германии | 635 135    | 1,5 %  | ▼ 0,3 % | —   | ▬0  | 560 660    | 1,3 %  | ▼0,2 %  | —   | ▬0   | —   | ▬0   |
|  | «Свободные избиратели»                   | 431 640    | 1,0 %  | ▲1,0 %  | —   | ▬ 0 | 422 857    | 1,0 %  | ▲ 1,0 % | —   | ▬0   | —   | ▬0   |
|  | Другие                                   | 407 595    | 0,9 %  | —       | —   | —   | 778 323    | 1,8 %  | —       | —   | —    | —   | —    |